# Saint-Agnant-de-Versillat
Saint-Agnant-de-Versillat este o comună în departamentul Creuse din centrul Franței. În 2009 avea o populație de 1.131 de locuitori.

## Evoluția populației
| An        | 1975  | 1982  | 1990  | 1999  | 2006  | 2009  |
| --------- | ----- | ----- | ----- | ----- | ----- | ----- |
| Populație | 1.168 | 1.067 | 1.115 | 1.100 | 1.121 | 1.131 |